# Rondo Jerzego Waszyngtona w Warszawie

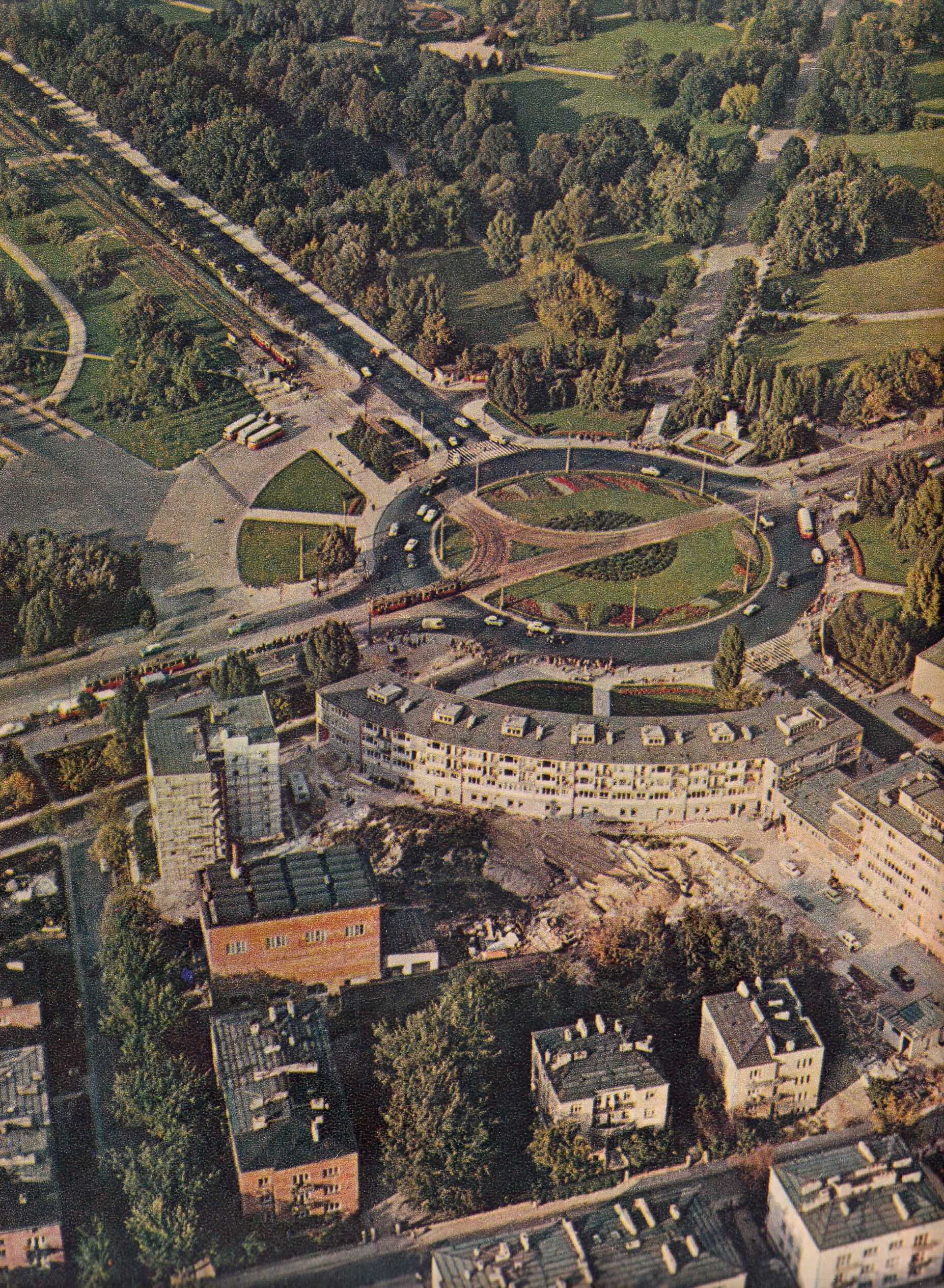
Rondo Waszyngtona w latach 60.

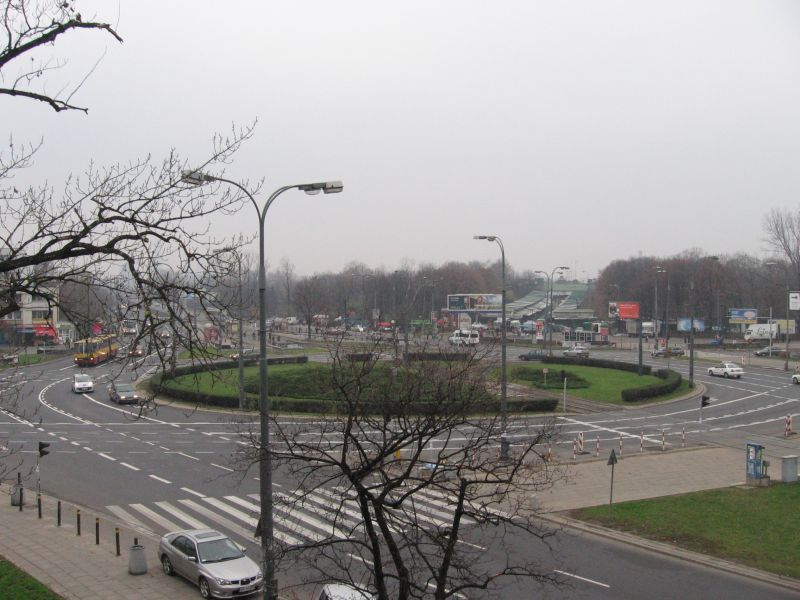
Rondo Waszyngtona. W tle Jarmark Europa na Stadionie Dziesięciolecia (listopad 2006)

Rondo Jerzego Waszyngtona – rondo znajdujące się na granicy Saskiej Kępy i Kamionka, w dzielnicy Praga-Południe w Warszawie, w ciągu drogi wojewódzkiej nr 631.
Nazwa Ronda upamiętnia Jerzego Waszyngtona (1732-1799), pierwszego prezydenta Stanów Zjednoczonych. Funkcjonowanie nazwy, stosowanej już od co najmniej pierwszych lat po II wojnie światowej, usankcjonowane zostało uchwałą Rady m.st. Warszawy z 26 czerwca 2000. W najbliższym otoczeniu ronda znajdują się Stadion Narodowy, park Skaryszewski im. Ignacego Jana Paderewskiego oraz założenie urbanistyczne z lat 60. XX wieku.

## Układ
Położone jest na styku ulic:
- od północy: aleja Zieleniecka;
- od wschodu: aleja Jerzego Waszyngtona;
- od południa: ulica Francuska;
- od zachodu: aleja Księcia Józefa Poniatowskiego.

Jest to typowe rondo czterowlotowe, z okrągłą, dużą wyspą centralną. Wyspa przecięta jest torami tramwajowymi w osi alei Waszyngtona. Tramwaje dojeżdżają też do ronda prostopadłą do alei Waszyngtona aleją Zieleniecką. Wszystkie ulice w miejscu wlotu na rondo są dwujezdniowe.

## Historia
Miejsce początkowo zwano Placem Paryskim, następnie placem Poniatowskiego. Około roku 1926 powstał projekt przedłużenia al. Księcia Poniatowskiego na Grochów. Elementem nowego ciągu komunikacyjnego miało być rondo u zbiegu z al. Zieleniecką. Miało ono być placem gwiaździstym, od którego odchodziłoby pięć ulic, czyli obecne al. Poniatowskiego, al. Zieleniecka, al. Waszyngtona, ul. Elsterska i ul. Francuska. Koncepcja ta nie została ostatecznie zrealizowana, m.in. z uwagi na częste zmiany lokalizacji terenów wystawowych. Przedwojenne mapy Warszawy sugerują jednak, że plan ten został zrealizowany, a od ronda odchodziło aż sześć ulic. Z przedwojennych planów wynika również, że rondo (lub okrągły plac) ograniczone było dodatkowym okręgiem tworzonym między innymi przez ul. Galijską, a także istniejącą do dziś uliczką przy wejściu do Parku Paderewskiego. Jednym z elementów przedwojennej zabudowy był drewniany dworek (wraz z sadem), który do połowy lat 30. XX wieku uniemożliwiał przejazd autobusów z ronda ulicą Francuską w głąb Saskiej Kępy. W latach 1937–1938 na rondzie założono nowe kwietniki, a na skwerach od strony wejścia do Parku Paderewskiego ustawiono ławki.
Już po II wojnie światowej, w roku 1951 podjęta została decyzja o budowie kompleksu pracowni artystycznych w ramach inwestycji o charakterze monumentalno-zdobniczym. W nowych gmachach, oprócz pracowni, znaleźć miałyby się cztery sale wystawowe, magazyny, sklep Desy, sztukatornia i bar mleczny. Autorem projektu z charakterystyczną kolumnadą był Marek Leykam. Założenie zakładało zatem budowę monumentalnej bramy wjazdowej w stylu socrealistycznym do przedwojennej dzielnicy willowej. Ostatecznie projekt nie został jednak zrealizowany.
Zabudowa Ronda Waszyngtona powstała dopiero w latach 60., tuż przed tym, jak skrzyżowanie przekształcano w nowoczesny węzeł komunikacyjny. W 1962 powstał wieżowiec projektu Marka Leykama, a w latach 1960–1965 pojawiły się niskie budynki mieszkalne (z częścią handlową) na dwóch ćwierciach ronda (projekt Tadeusza Zielińskiego).
W 1967 rozpoczęto prace związane z przebudową ronda – zmniejszono wyspę centralną, wybudowano lejkowate wloty, przesunięto przystanki, wprowadzono sygnalizację świetlną, zaślepiono wylot ul. Jakubowskiej oraz wybudowano przejście podziemne pod aleją Józefa Poniatowskiego po zachodniej stronie ronda (udostępnione w 1969). Likwidacji uległo połączenie z ul. Jakubowską. W 1968, w wyniku kontynuacji prac modernizacyjnych, przesunięto pomnik Wdzięczności Żołnierzom Armii Radzieckiej w głąb parku Skaryszewskiego, a znajdujące się przy nim mogiły przeniesiono na cmentarz przy ul. Żwirki i Wigury.
Najnowszym obiektem w pobliżu Ronda Waszyngtona jest Stadion Narodowy (2011), który stanął w niecce Stadionu Dziesięciolecia, oddanego do użytku w 1955. Oddanie nowego stadionu związane było z przygotowaniami do Mistrzostw Europy w Piłce Nożnej. Przed mistrzostwami wymienione zostały też chodniki oraz asfalt na jezdni i torowisko tramwajowe.

## Obiekty
- Stadion Narodowy – stadion, który powstał w latach 2008–2011, w związku z polskimi przygotowaniami do organizacji mistrzostw Europy w piłce nożnej. Z uwagi na wysokość (70 m, z iglicą ok. 113 m[15]) obiekt wyraźnie góruje nad okoliczną niską zabudową. Poprzedni stadion, tj. Stadion Dziesięciolecia, przez 18 lat stanowił lokalizację targowiska znanego jako Jarmark Europa.
- Park Skaryszewski im. Ignacego Jana Paderewskiego – zabytkowy park utworzony w latach 1905–1916 według projektu Franciszka Szaniora. Znajduje się w nim wiele rzeźb (w tym dzieła przedwojenne) oraz miejsc pamięci.
- Wieżowiec przy al. Waszyngtona 2B – budynek z 1962–1963 zaprojektowany przez Marka Leykama. Był pierwszym wysokościowcem prawobrzeżnej Warszawy, a z uwagi na pierwotny wygląd (całkowicie przeszklone ściany od południa i północy) budził sensację. Stał się ilustracją hasła architektura polska w Wielkiej Encyklopedii Powszechnej PWN[17]. Uwarunkowania klimatyczne wymusiły ograniczenie przeszkleń o połowę, przez co obecny wygląd pozostaje daleki od pierwotnego zamysłu[18].
- Budynki przy ul. Francuskiej 49 i al. Waszyngtona 2A – dwa bliźniacze budynki powstałe w latach 1960–1965 według projektu Tadeusza Zielińskiego. Znajdują się na poziomie nieco wyższym względem chodników. Razem tworzą rodzaj bramy prowadzącej z Ronda Waszyngtona w głąb Saskiej Kępy[19]. Od 1963 znajdujący się w jednym z budynków sklep Jubilera zdobiła mozaika ścienna wykonana przez Wandę Gosławską[20]. Praca została jednak zniszczona na początku lat 90. XX wieku. Z kolei wnętrze sklepu Cepelii zaprojektowane zostało przez Jana Kurzątkowskiego[21]. Budynek przy ul. Francuskiej 49 (wraz z charakterystycznym prześwitem[22]) należy do Spółdzielni Pracowników Kultury[23], zaś budynek przy al. Waszyngtona 2A do Własnościowej Spółdzielni Wspólny Dach[24]. Mieści się w nim m.in. Galeria Milano[25].

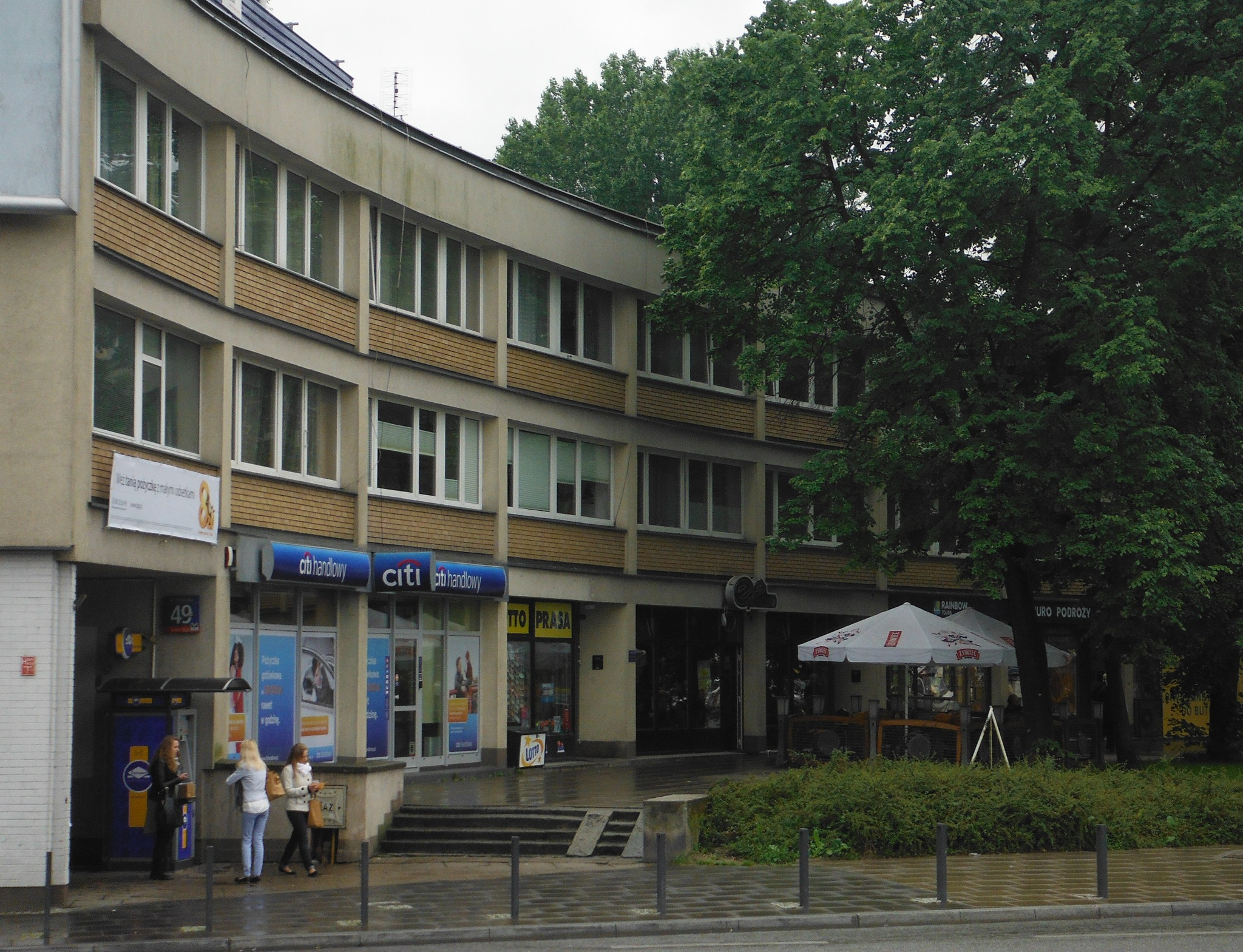
Budynek mieszkalny po stronie zachodniej
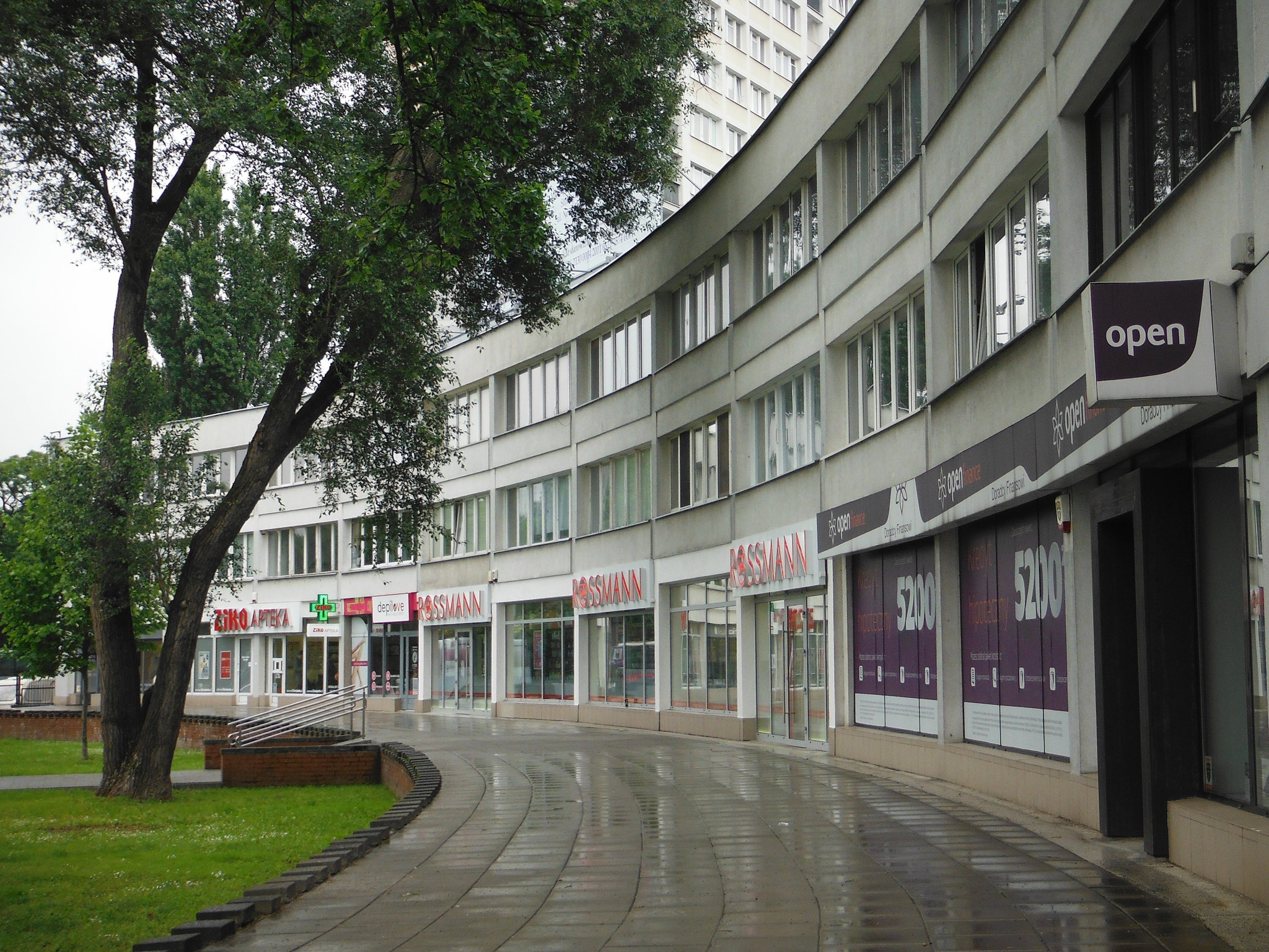
Budynek mieszkalny po stronie wschodniej
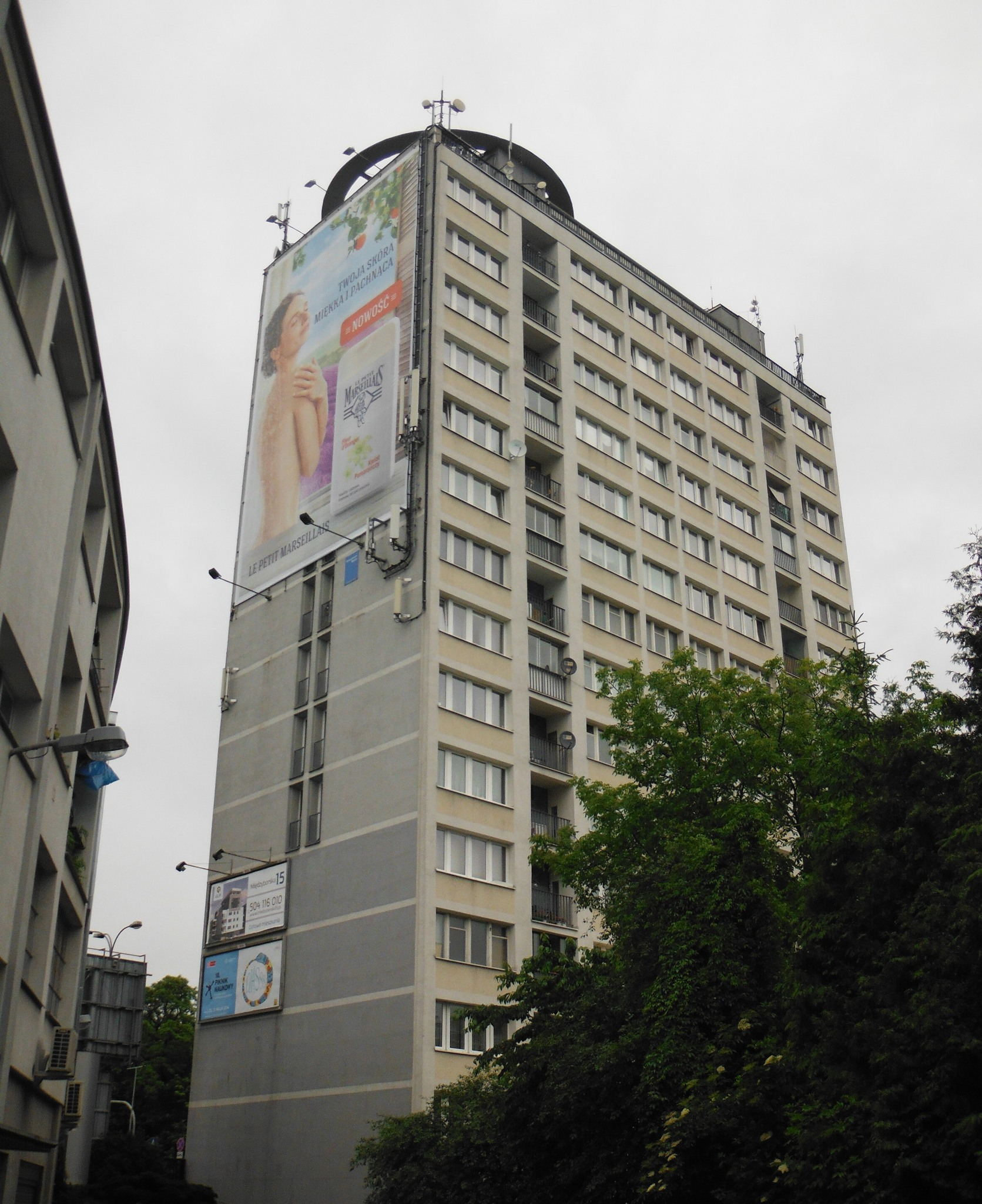
Przebudowany wysokościowiec z lat 60. (pierwotnie projekt Marka Leykama)

### Rzeźby
- Sztafeta – rzeźba wykonana w 1955 przez Adama Romana, przedstawiająca trzech biegaczy. W 2008 została odnowiona, jednak mimo apeli środowisk artystycznych nie doczekała się odlania z brązu[26].
- Popiersie Ignacego Jana Paderewskiego – ustawiona na wysokim postumencie rzeźba autorstwa Stanisława Sikory, będąca portretem polskiego premiera i kompozytora, patrona pobliskiego parku. Odsłonięta została w roku 1988 przez Janinę i Zbigniewa Porczyńskich[27].
- Popiersie Jerzego Waszyngtona – pomnik wykonany przez Bronisława Koniuszego (rzeźba) i Bronisława Kubicę (cokół monumentu i układ przestrzenny)[28] przed wizytą prezydenta George’a H.W. Busha w lipcu 1989 roku, odsłonięty w październiku tego samego roku przez Edwarda Moskala[29]. Popiersie pierwszego prezydenta Stanów Zjednoczonych ustawione zostało na granitowym cokole[30].

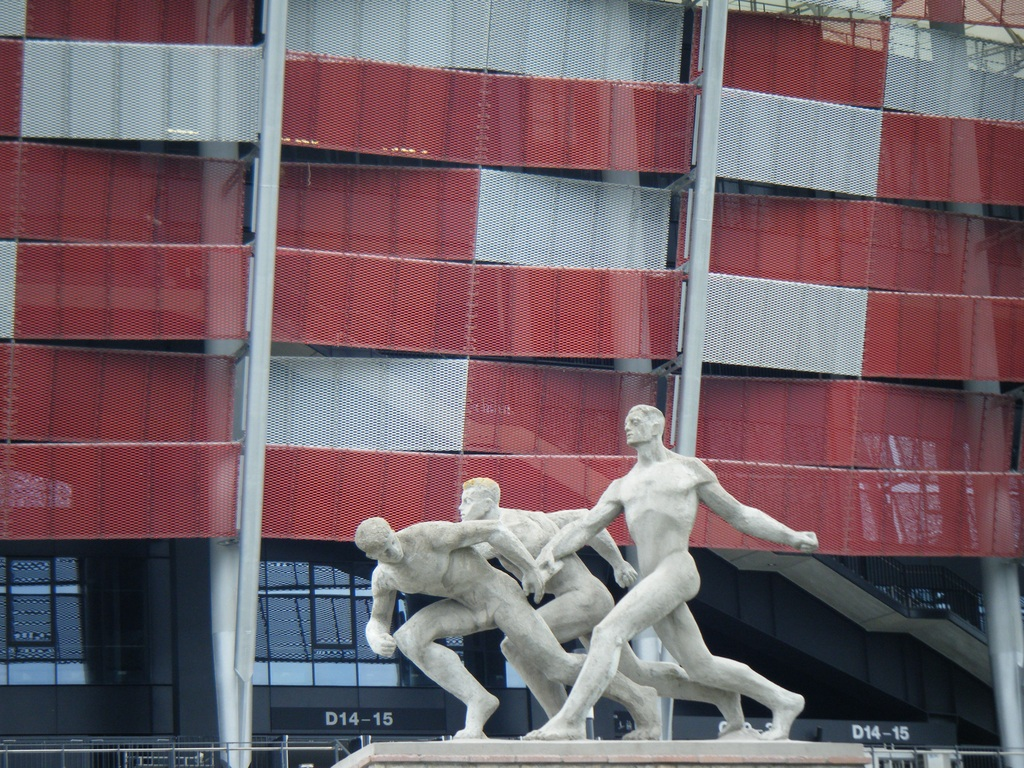
Sztafeta
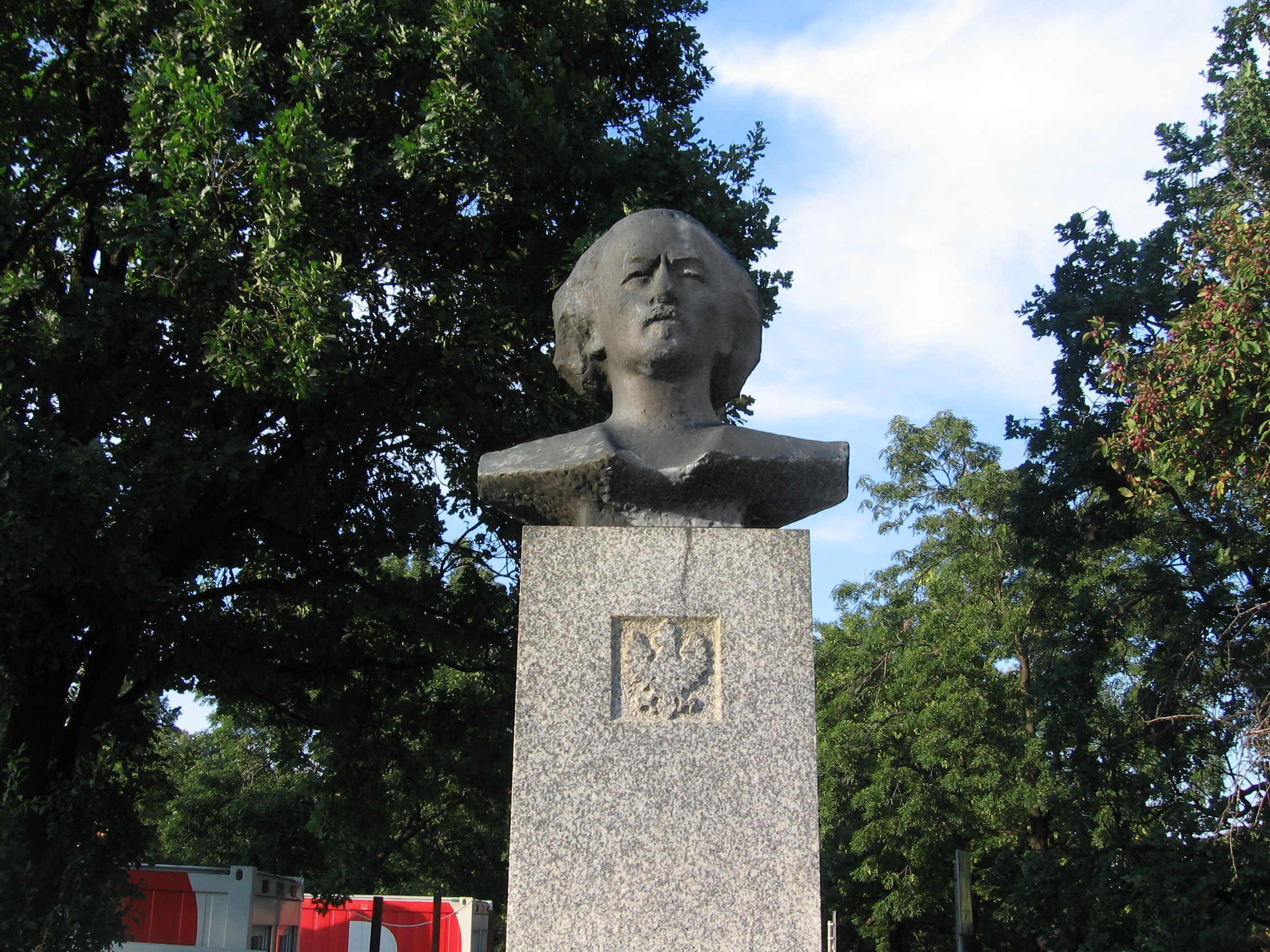
Popiersie Ignacego Jana Paderewskiego
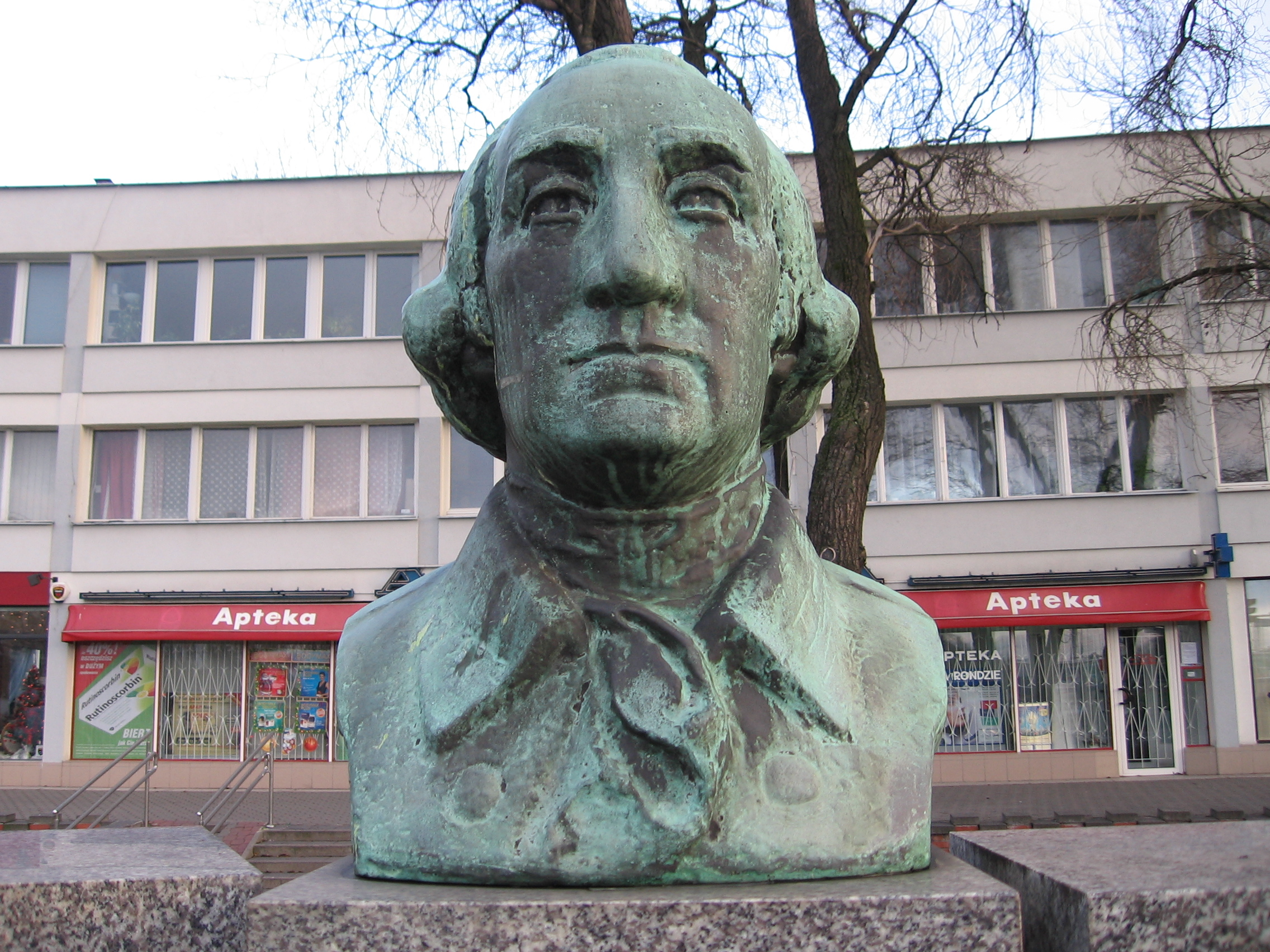
Popiersie Jerzego Waszyngtona

## Publiczny transport zbiorowy
Rondo Waszyngtona jest ważnym węzłem komunikacyjnym, przez który przebiegają linie autobusowe i tramwajowe.
Pierwsza linia tramwajowa została poprowadzona przez tereny obecnego ronda w 1925 roku – była to trasa o rozstawie 1525 mm przebiegająca od skrzyżowania Alej Jerozolimskich z ul. Nowy Świat do ul. Targowej. Trasą tą puszczono linie 7 i 12, dotychczas jeżdżące mostem Kierbedzia, a po kilku miesiącach również nową linię 24 oraz linię okólną M. W 1942 roku wybudowano linię o identycznym rozstawie torów biegnącą al. Waszyngtona do ronda Wiatraczna. Po wojnie, w 1946 roku, zmieniono rozstaw torów na 1435 mm.
W 1932 uruchomiono pierwszą linię autobusową kursującą przez obszar obecnego ronda – była to linia nie posiadająca oznaczenia, kursująca tylko w sezonie letnim i łącząca ul. Nowy Świat z parkiem Skaryszewskim. W 1935 roku uruchomiono stałą linię autobusową S łączącą osiedla Saskiej Kępy z przystankiem tramwajowym na rondzie.
Jeden z wariantów rozbudowy warszawskiego metra zakłada powstanie stacji Waszyngtona umiejscowionej pod rondem w ramach planowanej w przyszłości III linii.